# Парламентские выборы в Болгарии (2009)
Парла́ментские вы́боры в Болга́рии прошли 5 июля 2009 года. С 40 % голосов решительным победителем на выборах стала созданная в 2006 году персоналистская партия Бойко Борисова ГЕРБ. Болгарская социалистическая партия, находившаяся у власти до выборов, была на втором месте, набрав около 18 %. Явка составила 60,2 %, что является одним из самых низких показателей за всю историю. По итогам выборов премьер-министром стал лидер ГЕРБ Бойко Борисов.

## Избирательное законодательство
Согласно изменениям избирательного законодательства, внесенным в 2009 году, кандидатуру независимого депутата должны поддержать более 10 тысяч постоянных избирателей в округе, от которого он баллотируется.
3 апреля 2009 года лидер политической партии «Порядок, законность и справедливость» Яне Янев и группа независимых депутатов внесли предложение об увеличении процентного барьера для избрания депутатов коалиций и политических партий в 41-е Народное собрание Болгарии с 4% до 8%. Это предложение было принято Национальным собранием и обнародовано (ст. 6, абз. 6 Закона о выборах депутатов). Однако после принятия закона положение о повышении избирательного порога было отменено Конституционным судом Болгарии.